# FN-Kégresse 3T
Il FN-Kégresse 3T era un trattore d'artiglieria semicingolato impiegato dall'esercito belga durante la seconda guerra mondiale; esemplari di preda bellica furono impiegati anche dalla Wehrmacht. Il veicolo impiegava il sistema Citroën-Kégresse e non va confuso con il Citroën-Kégresse P14, usato anch'esso dall'esercito belga e da quello polacco.

## Storia
Negli anni trenta, l'esercito belga era impegnato nella meccanizzazione delle sue forze di cavalleria ed il comando supremo belga si interessò all'autoblindo semicingolata AMC Schneider P16. Tuttavia, nel clima protezionistico dei primi anni di quel decennio, l'acquisto diretto del mezzo venne infine bloccato. Si optò invece per la produzione su licenza di un derivato del Citroën-Kégresse P14, con il primo prototipo presentato nel 1934. La struttura interna del Minerva-FN-Kégresse 3T era largamente ispirata a quella dell'autocarro Minerva CM-3, mentre componenti meccaniche e motore, un Minerva 36 esacilindrico a benzina da 55 hp, vennero realizzate appositamente dagli stabilimenti della Minerva; nel telaio e nella carrozzeria era invece simile al P14. La FN Herstal aveva acquistato la licenza di produzione del cingolo Citroën-Kégresse e si occupava dell'assemblaggio finale.
Per i bassi ordinativi di questa prima versione ed a causa dell'acquisto diretto dei P14 francesi da parte dell'esercito belga, si rese necessaria una parziale riprogettazione. Venne così introdotta la seconda serie di mezzi, con un più potente motore da 60 hp ad 8 cilindri FN 63T, molto simile a quello dell'autocarro FN 63C/4RM, in uso alle forze armate belghe. La produzione di questo nuovo modello FN-Kégresse 3T iniziò nel 1938.

## Impiego operativo
A causa dell'inizio della produzione della seconda versione poco prima dello scoppio della guerra, la produzione totale rimase limitata: furono realizzati 130 FN-Kégresse 3T, dei quali circa 100 effettivamente consegnati al 10 maggio 1940, data di inizio della campagna di Francia. Questi erano gli unici trattori di artiglieria tutto-terreno in servizio in Belgio, a parte un piccolo lotto di P14 e circa 300 veicoli completamente cingolati. Erano in suo anche veicoli e trattori ruotati: tra gli altri il CM-3, il FN 63RMT, Latil M2 TL6 e Brossel TL, la maggior parte dei quali in uso ai reggimenti cavalleria. Nonostante ciò, con oltre 1.200 pezzi di artiglieria campale (esclusi i pezzi in riserva, quelli in fortificazioni fisse e le artiglierie ferroviarie), 222 cannoni antiaerei ed oltre 750 cannoni controcarro, le forze armate belghe allo scoppio della guerra facevano ancora largamente affidamento sui cavalli da tiro. Per esempio, il 14A (il 14º Reggimento d'artiglieria), facente parte del 1º Corpo d'armata, disponeva di solo 32 semicingolati Kégresse per il traino dei suoi 68 cannoni, con i restanti ippotrainati.
Rispetto ai veicoli completamente cingolati, i semicingolati avevano alcuni evidenti vantaggi: la produzione era relativamente semplice ed economica, poiché la sterzata avveniva grazie alle ruote anteriori (come nei normali veicoli ruotati) e non erano necessarie le frizioni di sterzo ed i freni indipendenti necessari nei veicoli cingolati; era necessaria una minore manutenzione, anche se superiore a quella di un normale veicolo ruotato: per esempio gli pneumatici avevano una durata di 80.000 km, contro i soli 10.000 km dei cingoli; altro vantaggio era nell'addestramento del conduttore, simile a quello dei ruotati e quindi abbastanza breve e semplice. Il principale svantaggio era costituito ovviamente dalla minore mobilità su fango o sabbia, compensata in parte dalla relativamente vasta e ben sviluppata rete belga di strade asfaltate.
Quando l'invasione tedesca del Belgio terminò con la resa del Paese, tutti i FN-Kégresse 3T sopravvissuti ancora operativi furono requisiti dallo Heer, così come tutti gli armamenti leggeri e pesanti e tutti gli altri veicoli a motore. Ma a causa del rifiuto della FN Herstal di collaborare con l'occupante, gli impianti vennero saccheggiati e bruciati e le parti di ricambio scarseggiavano. Nonostante ciò, per l'enorme bisogno di mezzi meccanizzati sul fronte orientale a partire dal 1941, i mezzi belgi vennero comunque impiegati dai tedeschi, sotto la denominazione Minerva-FN-Kegresse bzw. Zugkraftwagen P 302(b).

## Tecnica
La FN-Kégresse 3T era un semicingolato con cabina di guida a due posti e robusta piattaforma di carico, attrezzato per il traino di rimorchi pesanti e pezzi d'artiglieria. Il treno di rotolamento era del tipo Citroën-Kégresse, con sospensioni a balestra, formato da due carrelli portanti a due ruote ciascuno, collegati alla stessa barra connessa con la ruota di rinvio folle posteriore; il moto era trasferito dalla ruota frontale. Le sospensioni dell'asse ruotato frontale, a balestra, erano le stesse dell'autocarro Minerva CM-3.
Il primo motore adottato fu un Minerva 36, un esacilindrico a benzina, raffreddato ad acqua, da 3 litri di cilindrata e 55 hp di potenza. Il secondo propulsore fu invece un più potente FN 63T, 8 cilindri a benzina, raffreddato ad acqua, da 4 litri di cilindrata e 60 hp di potenza. Come il Minerva CM-3, il semicingolato montava una trasmissione a 4 velocità, con blocco differenziale, ed un'autonomia di 400 km.
Come il P14, il semicingolato belga era dotato di rullo frontale per il superamento degli ostacoli. Il verricello era posizionato sotto alla cabina di guida. Su entrambi i lati del pianale di carico erano posizionati diversi vani di carico, accessibili dall'esterno, per equipaggiamenti di piccole dimensioni. La cabina di guida a due posti aveva il volante sul lato sinistro ed era aperta su entrambi i lati, con semplici portiere di tela. Tutti i veicoli erano privi di blindatura e disarmati, ad eccezione delle armi individuali dell'equipaggio.
Il traino dei cannoni non avveniva tramite avantreno ma a semirimorchio, tramite un gancio al centro del pianale posteriore al quale si agganciavano le code dell'affusto.